# التسلسل الزمني لأهم أحداث الثورة الجزائرية
- هذا التسلسل  الزني لأهم أحداث الثورة الجزائرية

## 1830
القوات الفرنسية تغزو احتلال الجزائر وتدخل أراضيها من سيدي فرج الساحلية، التي تبعد نحو 30 كلم غربي العاصمة.

## 5 تموز/يوليو 1830
الجزائر العاصمة تسقط في قبضة القوات الفرنسية. الداي حسين، وهو آخر دايات الدولة العثمانية في الجزائر، يوقع عقد الاستسلام ليبدأ عهد الاستعمار الفرنسي في الجزائر.

## 21 تشرين الثاني/نوفمبر 1832
عبد القادر، «مؤسس الدولة الجزائرية الحديثة»، يبايع «أميرا» ويدعو إلى المقاومة ضد الاحتلال الفرنسي.

## 30 أيار/مايو 1837
بموجب معاهدة تافنة، الفرنسيون يتنازلون للأمير عبد القادر عن ثلثي القطر الجزائري.

## 23 كانون الأول الأول/ديسمبر 1847
الأمير عبد القادر يستسلم إثر سلسلة من الهجمات العسكرية الفرنسية ضد المقاومة.

## 12 تشرين الثاني/نوفمبر 1848
الجزائر تصبح بصورة رسمية «محافظة فرنسية».

## 24 تشرين الثاني/نوفمبر 1870
منح اليهود في الجزائر (نحو 35 ألفا) الجنسية الفرنسية.

## يونيو/حزيران 1881
صدور قانون الأهالي «الأنديجينا» الذي يمنح الجزائريين المسلمين وضعا قانونيا مذلا، يتيح للمستعمر حق ترحيلهم أو فرض عليهم عقوبات خارجة عن القانون الفرنسي.

## 26 يونيو/حزيران 1889
منح الجنسية الفرنسية لكل الأوروبيين في الجزائر.

## يونيو/حزيران 1926
تأسيس «نجم شمال أفريقيا» تحت قيادة أحمد مصالي الحاج، مؤسس الحركة الوطنية الجزائرية، في باريس. «النجم» يطالب باستقلال بلدان شمال أفريقيا الثلاثة (الجزائر وتونس والمغرب) عن فرنسا.

## 11 آذار/مارس 1937
مصالي يؤسس «حزب الشعب الجزائري» خلفا لـ«النجم»، الذي حظرته «الجبهة الجمهورية» الفرنسية الحاكمة.

## 11 آذار/مارس 1944
الجنرال ديغول يلغي قانون الأهالي.

## 8 أيار/مايو 1945
الجيش الفرنسي يطلق النار على متظاهرين جزائريين رافعين العلم الوطني ويقتل الآلاف، وهو ما يعرف بـ «مجزرة مايو 1945».

## نيسان/أبريل 1954
ولادة «حزب جبهة التحرير الوطني» من قبل مضلين في «حزب الشعب».

## الأول من تشرين الثاني/نوفمبر 1954
اندلاع حرب الجزائر (حرب التحرير).

## 20 آب/أغسطس 1956
انعقاد «مؤتمر الصومام» الذي يحدد هياكل وقيادات المقاومة في الداخل والخارج، من الجانبين العسكري والمدني.

## الأول من يونيو/حزيران 1958
الجنرال ديغول يعود إلى السلطة.

## في أيلول/سبتمبر 1958
«جبهة التحرير» تشكل «حكومة مؤقتة» يترأسها فرحات عباس.

## 19 آذار/مارس 1962
توقيع اتفاقيات إيفيان، بسويسرا، تقضي باستقلال الجزائر.

## 5 تموز/يوليو 1962
الإعلان الرسمي عن استقلال الجزائر.

## وصلات خارجية
- مراحل الثورة الجزائرية (الجزائر مجد)
- أبرز محطات في التاريخ الجزائري منذ 14 حزيران/يونيو 1830 (فرانس 24)